# Sopkovce
Sopkovce és un poble i municipi d'Eslovàquia. Es troba a la regió de Prešov, al nord del país. La primera referència escrita de la vila data del 1453.

## Demografia
| Godina             | 1994 | 2004    | 2014    | 2024    |
| ------------------ | ---- | ------- | ------- | ------- |
| Nombre de persones | 143  | 127     | 110     | 96      |
| Diferència         |      | −11,18% | −13,38% | −12,72% |

| Godina             | 2023 | 2024   |
| ------------------ | ---- | ------ |
| Nombre de persones | 99   | 96     |
| Diferència         |      | −3,03% |